# Анкастер (Канада)
Анкастер (англ. Ancaster) — город в канадской провинции Онтарио, расположенный на Ниагарском уступе. Основан в 1793 году, с 2001 года является пригородом Гамильтона. К 1823 году, во многом благодаря удачному расположению на пересечении торговых путей коренных народов и доступу к водным ресурсам, Анкастер стал крупнейшим промышленным и торговым центром Верхней Канады. Кроме того, в то время Анкостер занимал второе место по численности населения (1 681 человек) в Верхней Канаде. Период процветания, начавшийся в конце XVIII века, закончился в XIX веке с началом бурного развития водного и железнодорожного транспорта. Быстрое развитие промышленности соседних городов было обусловлено их удачным расположении к побережью озера Онтарио. Стационарные паровые двигатели для быстро развивавшихся в XIX веке отраслей промышленности в конечном итоге сделали предприятия Анкастера менее жизнеспособными. В результате, после 1820-х годов влияние Анкастера в течение XIX века стало ослабевать. Население — 33 тыс. человек (2006 г.).